# Абкович, Мариоля
Марио́ля Абко́вич (пол. Mariola Abkowicz; род. 9 декабря 1964, Вроцлав) — польский библиограф

, караимовед и общественный деятель караимской общины Польши.

## Биография
Родилась 9 декабря 1964 года во Вроцлаве в караимской семье. Родители были выходцами из Трок (ныне Тракай, Литва). Отец — Богуслав (Боас) Абкович (1921—2004), банковский работник, мать — София (Сосунит), урождённая Юхневич (1931—2019), учительница. Имеет младшую сестру Анну (род. 1968). Дед со стороны отца, Рафал Абкович, был старшим газзаном в Троках, Луцке, Вильнюсе и Вроцлаве. Прадед, Исаак-Богуслав Фиркович (1865—1915), газзан трокской кенассы, временно исполнял обязанности трокского гахама в 1910—1915 годах.
В 1988 году окончила Институт научной информации и библиотечного дела Вроцлавского университета со степенью магистра. С 1990 по 2019 год работала заведующей Библиотекой медико-стоматологического факультета Медицинского университета имени Силезских Пястов во Вроцлаве. С 2008 года является лектором на кафедре азиатских исследований (Отделение гебраистики, арамеистики и караимоведения) Университета им. Адама Мицкевича в Познани.
С 1998 года  — председатель Союза польских караимов, с 1999 — главный редактор ежеквартального караимского журнала «Awazymyz». Занимается популяризацией истории, культуры и языка польских караимов, в том числе как редактор нескольких книг по этим вопросам, выпущенных издательством «Bitik» Союза польских караимов. С 2009 года — председатель Соглашения о сотрудничестве неправительственных организаций, организаций и отдельных лиц национальных и этнических меньшинств «Вроцлавский калейдоскоп культур» (пол. Wrocławski Kalejdoskop Kultur). Член Совместной комиссии Совета национальных и этнических меньшинств.
9 сентября 2017 года вошла в состав Комитета национальных праздников, посвящённых 100-летию восстановления независимости Республики Польша.
Проживает во Вроцлаве.

## Награды
- Знак отличия «Серебряный Крест Заслуги» (2011)[11]
- Знак отличия «Золотой Крест Заслуги» (2017)[12]
- Медаль Столетия возвращения независимости (2022)[13]
- Медаль «Merito de Wratislavia — Zasłużony dla Wrocławia» (2024)[14]